# Букин, Михаил Александрович
Михаи́л Алекса́ндрович Бу́кин (4 октября 1967, Ленинград) — советский и российский футболист, защитник, российский судья.

## Карьера

### Игрок
С 1986 по 1988 год выступал за ленинградское «Динамо», провёл 54 матча, забил 2 гола. Сезон 1989 года начал в «Янгиере», сыграл 20 встреч, после чего перешёл в брянское «Динамо», где и завершил сезон, приняв участие в 6 играх команды.
В 1990 году вернулся в «Янгиер», снова провёл 20 матчей, после чего пополнил ряды камышинского «Текстильщика», где сыграл 55 встреч и забил 1 мяч в первенстве СССР. В 1992 году дебютировал в составе «Текстильщика» в Высшей лиге России, где провёл 26 матчей и забил 1 гол.
Сезон 1993 года провёл в «Ладе», в 34 встречах забил 5 мячей. В 1994 году перешёл в «Кубань», в составе которой сыграл 21 матч и забил 3 гола.
В 1995 году получил приглашение от петербургского «Зенита», но переход из «Кубани» не состоялся. На предсезонном сборе в составе краснодарского клуба Букин получил тяжелую травму позвоночника, в связи с чем был вынужден завершить игровую карьеру в возрасте 27 лет.

### Судья
После завершения карьеры игрока и продолжительного лечения стал работать судьёй, имеет республиканскую категорию. Обслуживал матчи Первого и Второго дивизионов, Кубка России и турнира дублёров РФПЛ.